# Paradisaea guilielmi
El ave del paraíso emperador (Paradisaea guilielm) es una especie de ave paseriforme de la familia Paradisaeidae endémica de las montañas de la península de Huon, en el noreste de Nueva Guinea.
Su nombre conmemora al último emperador de Alemania y rey de Prusia, Guillermo II de Alemania. En enero de 1888, el ave del paraíso imperial fue la última ave del paraíso descubierta por Carl Hunstein, quien también descubrió al  ave del paraíso azul en sus exploraciones. Estas dos especies, junto con el ave del paraíso roja, son las únicas  Paradisaea que realizan su exhibición de manera invertida.

## Descripción

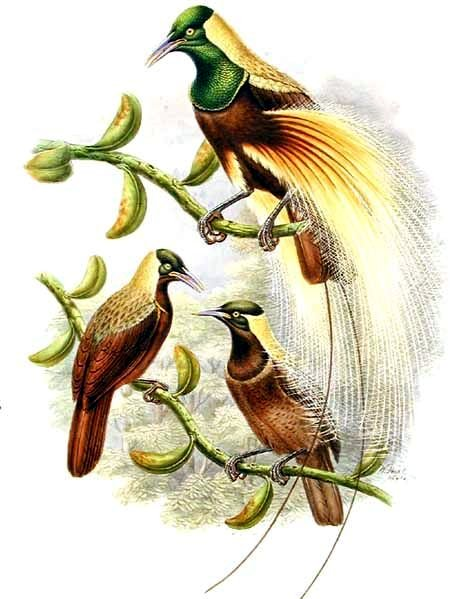
Dibujo de un grupo de aves del paraíso imperial.

El ave del paraíso imperial es un ave grande, mide unos 33 cm de largo. Su plumaje es amarillo y marrón, siendo su iris de un tono rojizo-marrón, su pico es azul-grisáceo y sus patas son marrones-violáceas. El rostro y garganta del macho son de un tono verde esmeralda oscuro, posee dos largos estambres en la cola y grandes plumas ornamentales blancas. La hembra es muy similar al macho, pero su plumaje es totalmente marrón, es algo más pequeña que el macho y no posee plumas ornamentales.
Su dieta consiste principalmente de frutos, higos y artrópodos.
A causa de la pérdida de hábitat, su territorio reducido y la caza excesiva en ciertas partes, el UICN considera al ave del paraíso imperial como una especie casi amenazada.

## Distribución y hábitat
Es endémica de Papúa Nueva Guinea. Su hábitat natural son los bosques montanos en la península Huon.